# Tom Gale (diseñador)

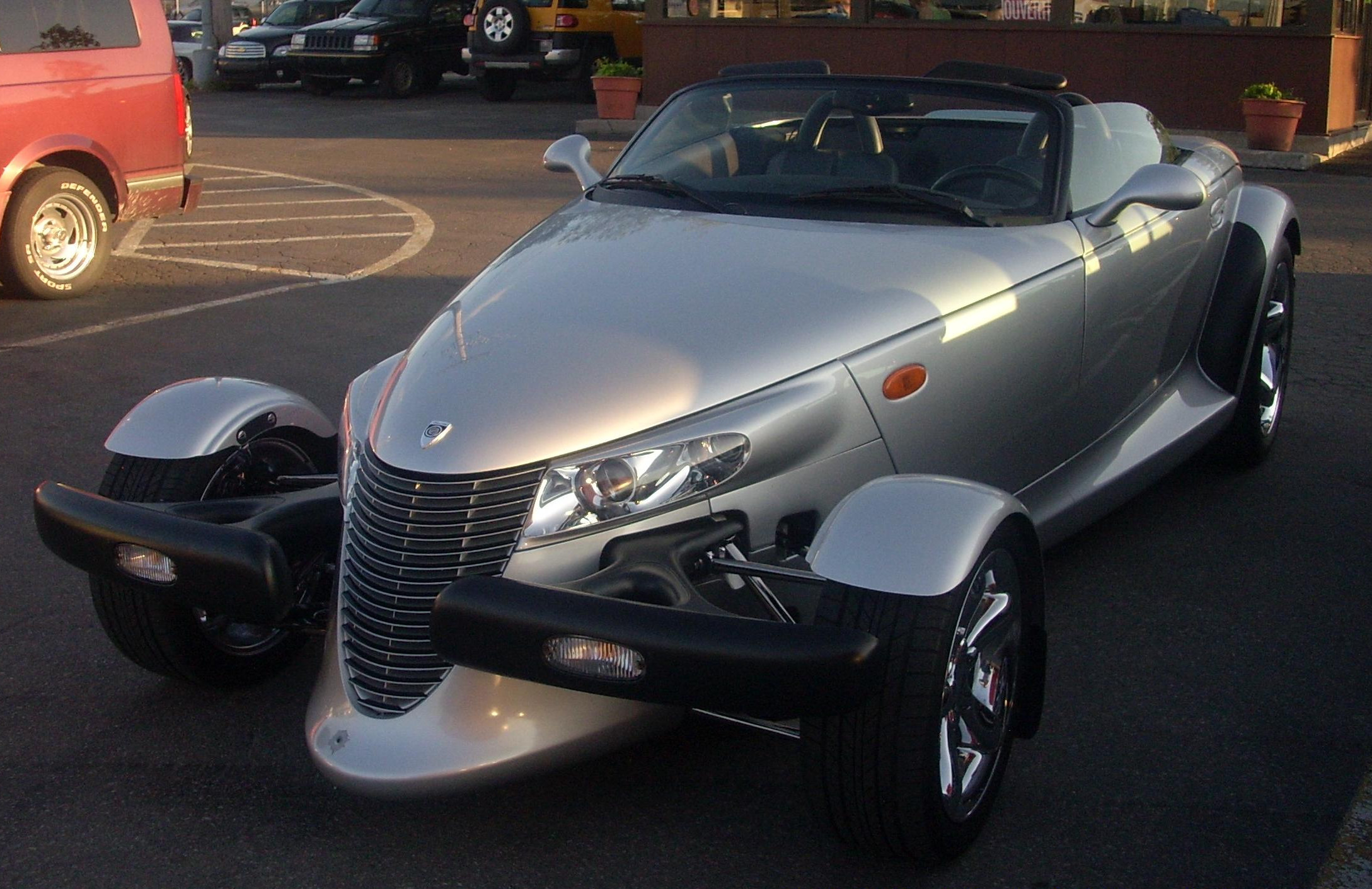
Chrysler Prowler (Orange Julep). 2001-2002

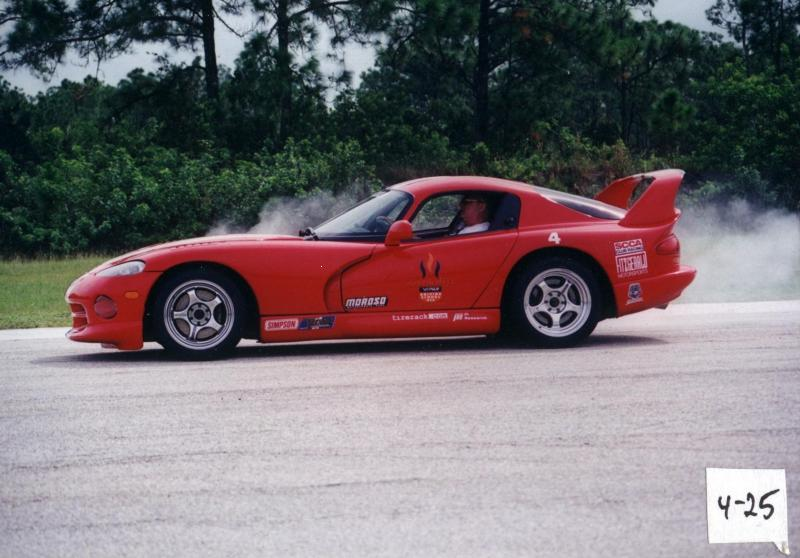
Dodge Viper GTSR

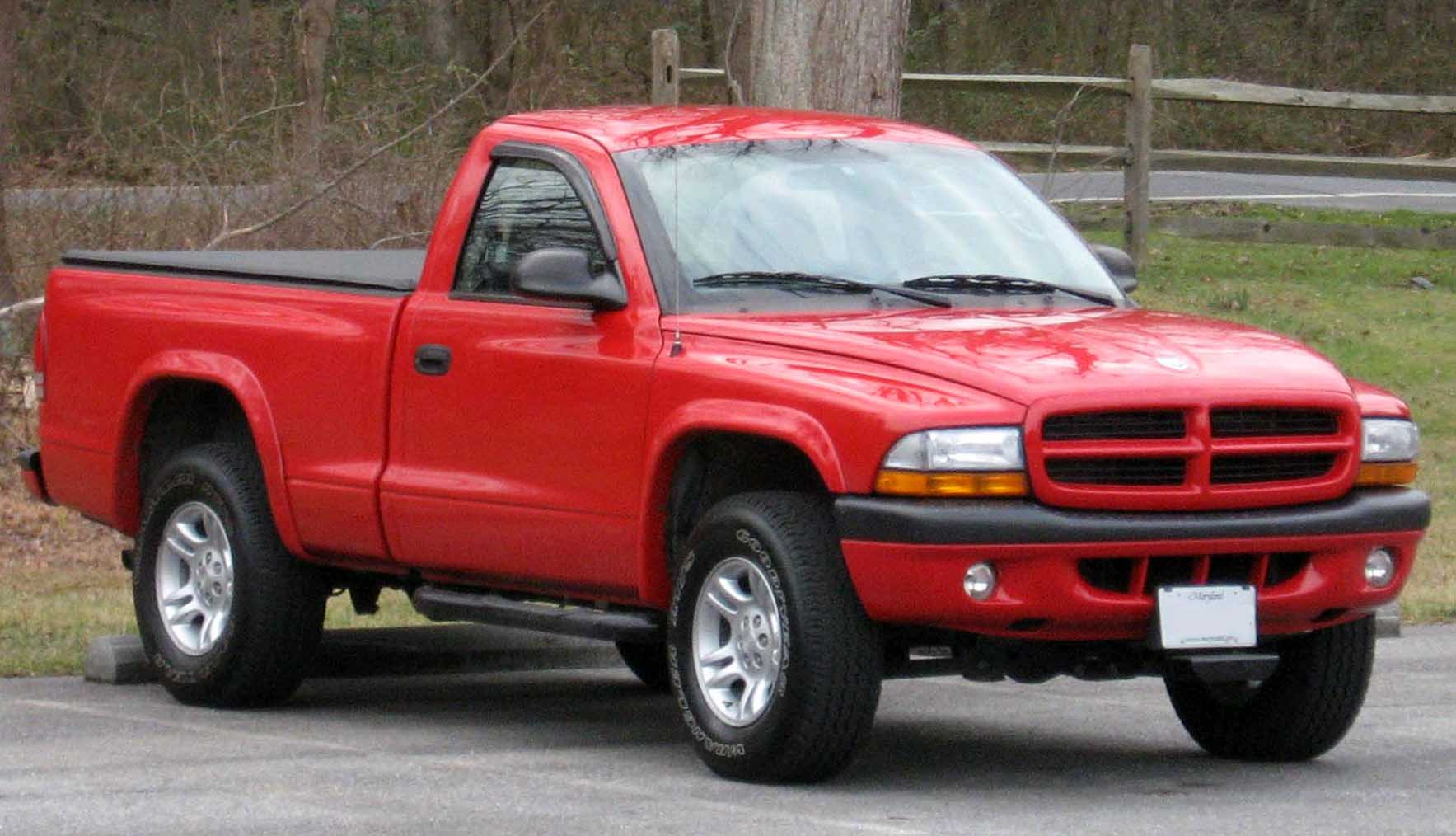
Dodge Dakota (segunda edición)

Tom Gale (nacido en 1943) es un diseñador de automóviles estadounidense, ampliamente conocido por su trabajo con las marcas Chrysler, Dodge y Plymouth, incluyendo la serie Chrysler LH, así como los deportivos Dodge Stealth de 1991, Dodge Viper de 1992 y Plymouth Prowler de 2001. Gale y sus socios de diseño Trevor Creed y John Herlitz fueron fundamentales con sus diseños revolucionarios, que rescataron a Chrysler dos veces del borde de la bancarrota.

## Semblanza
Gale nació en 1943. Su padre, Tom Gale Senior, era ingeniero en la división Buick de GM. Creció en Flint (Míchigan), donde desde pequeño el joven Gale mostró un gran interés por los automóviles. Más adelante se graduó en ingeniería por la Universidad Estatal de Míchigan.
Gale se incorporó a Chrysler como ingeniero, trabajando en el grupo de ingeniería de carrocería avanzada recién formado. Posterioemente se trasladó al departamento de diseño del proyecto K-Car de Lee Iacocca.
Tras ser ascendido a jefe del departamento de diseño de Chrysler, presentó varios prototipos como el Chrysler Thunderbolt de 1993, el Atlantic de 1995 y el Phaeton de 1997. También estuvo involucrado con los modelos de plataforma Swoopy LH, Plymouth Prowler, y la serie de camionetas Dodge Ram de 1994, la Dodge Viper de 1992, que evolucionó a partir de un concepto anterior sin muchos cambios. Su diseño más notable fue el Lamborghini Diablo.
Se retiró de Chrysler en 2000, después de su fusión con Daimler Benz, dirigiendo una consultoría de diseño que creó una línea de instrumentos para Classic Instruments Inc. Así mismo, construyó Hot Rods, incluido un roadster Ford highboy de 1933 con un motor V8 hemi.

## Reconocimientos
- En 1999, la Global Automotive Elections Foundation nominó a Gale entre un grupo de veinticinco diseñadores que competían por la designación como Diseñador Automotriz del Siglo.